# کاسوکه کادوشیما
کاسوکه کادوشیما (ژاپنی: 角島 康介؛ زادهٔ ۸ اوت ۱۹۸۸) یک بازیکن فوتبال اهل ژاپن است.
از باشگاه‌هایی که در آن بازی کرده‌است می‌توان به باشگاه فوتبال فاگیانو اوکایاما اشاره کرد.